# Chérisay

Chérisay este o comună în departamentul Sarthe, Franța. În 2009 avea o populație de 293 de locuitori.